# Fergeteg
A Fergeteg az Echo of Dalriada együttes 2004-es folk-metal albuma, amely szerzői kiadásban jelent meg.

## Számok listája
1. Intro
2. Védj meg láng
3. Népdal
4. Vérző ima
5. Szabad madár
6. A rab gólya[1]
7. A walesi bárdok 1,2,3[2]
8. Ötödik nap
9. Outro

## Külső hivatkozások
- Dalriada hivatalos honlap Archiválva 2014. január 5-i dátummal a Wayback Machine-ben
- Dalriada myspace oldal